# Кочовце
Кочовце (словац. Kočovce) — село, громада округу Нове Место-над-Вагом, Тренчинський край. Кадастрова площа громади — 15.32 км². Протікає Кальницький потік.
Населення 1651 особа (станом на 31 грудня 2020 року).

## Історія
Кочовце згадується 1321 року.

## Населення
| Рік:            | 1994. | 2004.   | 2014.   | 2024.    |
| --------------- | ----- | ------- | ------- | -------- |
| Кількість осіб: | 1359  | 1399    | 1501    | 1845     |
| Різниця:        |       | +2,94 % | +7,29 % | +22,91 % |

| Рік:            | 2023. | 2024.   |
| --------------- | ----- | ------- |
| Кількість осіб: | 1795  | 1845    |
| Різниця:        |       | +2,78 % |